# ガロア級
ガロア級（-きゅう、 Galor class）はアメリカのSFドラマシリーズ『スタートレック』に登場するカーデシア連合船籍の宇宙艦の級名。

## 概要
カーデシア軍の主力戦艦。全長371.88m、乗員は約600名。
数種類のタイプがあり、基本は戦艦であるが任務内容に応じて巡洋艦や駆逐艦としても機能する。
全体的には細長いクリオネのようなデザインで、上面から見るとカーデシア連合の国章に酷似している。
ブリッジは船首ブロックの最上部に位置する。
強力なプラズマ・バンクを搭載しており、船首ブロックの下部に設置されたプラズマ・グリッドからプラスマ・ビームを発射する。また光子魚雷も装備している。

## ガロア級宇宙船一覧
- アルドラ（Aldora）

ガル・ダナーの指揮。2369年、テロ組織のメンバーであるベイジョー人、ターナ・ロスを追跡してベイジョー星系内に侵入した。
- クラクソン（Kraxon）

ガル・レノールの指揮。2371年、マキのメンバーであるトーマス・ライカーによって強奪されたディファイアント級U.S.S.ディファイアントがカーデシア領のオライアス星系に接近した際、迎撃に現れたオブシディアン・オーダーのケルドン級戦艦からU.S.S.ディファイアントを保護した。ベンジャミン・シスコ大佐とガル・デュカットとの取引条件に合意して投降したトーマス・ライカーを拘束した。
- レクラー（Reklar）

ガル・レメックの指揮。2369年、協定締結に向けて交渉を行うため、エンタープライズDと合流した。
- トレーガー（Trager）

ガル・マセットの指揮。2367年、惑星連邦のネビュラ級U.S.S.フェニックスが独断でカーデシアの科学基地を破壊した行為を惑星連邦による戦争行為と看做し、U.S.S.フェニックスの行動を知らず科学調査任務のため中立地帯へ接近してきたエンタープライズDを襲った。
- ヴィター（Vetar）

ガル・イヴェックの指揮。2370年、カーデシア・惑星連邦間の協定により、新たにカーデシア領となったドーヴァン5号星を接収した。2371年、チャコティが指揮するマキ船を追ってバッドランドに入り、プラズマストームに巻き込まれ遭難した。